# Zoe Dumitrescu Buşulenga
Zoe Dumitrescu Buşulenga   (Bucarest, 20 d'agost de 1920 - Iași, 5 de maig de 2006) va ser una crítica literària i assagista romanesa. Va formar-se a la Universitat de Bucarest, on posteriorment va convertir-se en professora. La seva investigació se centra en els estudis interdisciplinaris, i es destaca per haver dedicat diversos estudis al poeta Mihai Eminescu, del qual es considera una de les més grans expertes.
Col·laborà a les revistes Studii şi Cercetǎri de Istorie Literarǎ şi Folclor i Studii de Literaturǎ Universalǎ. El 1988 va guanyar el Premi Herder.
Va ser durant anys dignatària del Partit Comunista Romanès i després de la Revolució romanesa de 1989 va anar-se'n a viure a Roma. Posteriorment va retirar-se a viure en un monestir.